# Richard Davy
Richard Davy (ur. ok. 1465–1467 przypuszczalnie w Blickling Hall w hrabstwie Norfolk, zm. ok. 1507 lub 1516 lub 1538 przypuszczalnie w Exeter) – angielski kompozytor okresu renesansu.
Od 1483 roku członek Magdalen College w Oksfordzie, gdzie był organistą i kantorem. Od 1497 do 1506 roku był kantorem katedry w Exeter, przypuszczalnie był także chórzystą w Fotheringhay. Późniejsze dokumenty poświadczają, że był kapelanem rodu Boleyn.
Jest autorem zachowanych głównie w manuskrypcie Eton Choirbook utworów łacińskich o charakterze religijnym na od 4 do 6 głosów, w tym niekompletnej 4-głosowej Pasji według św. Mateusza, a także czterech angielskich kolęd 2- i 3-głosowych. Pasja według św. Mateusza jest jednym z najstarszych i być może pierwszym w ogóle angielskim 4-głosowym utworem pasyjnym i jednocześnie pierwszym autorstwa nieanonimowego kompozytora.